# Mégrit
Mégrit är en kommun i departementet Côtes-d'Armor i regionen Bretagne i nordvästra Frankrike. Kommunen ligger i kantonen Broons som tillhör arrondissementet Dinan. År 2022 hade Mégrit 809 invånare.

## Befolkningsutveckling
Antalet invånare i kommunen Mégrit
Referens:INSEE